# 圖爾波區
13°47′13″S 73°28′19″W / 13.78694°S 73.47194°W
圖爾波區（西班牙語：Distrito de Turpo），是秘魯的一個區，位於該國南部阿普里馬克大區的安達韋拉斯省，始建於1942年12月11日，面積121.7平方公里，海拔高度3,297米，2005年人口4,514，人口密度每平方公里37人。